# Makbet (opera)
Makbet (wł. Macbeth) – opera Giuseppego Verdiego w czterech aktach. Libretto napisał Francesco Maria Piave (na podstawie tragedii Williama Szekspira pod tym samym tytułem). Jest to dziesiąta opera Verdiego i pierwsza z librettem na podstawie dramatu Szekspira.

## Osoby
- Dunkan, król Szkocji – rola niema
- Macbeth, dowódca królewski – baryton
- Banko, dowódca królewski – bas
- Lady Macbeth, żona Macbetha – sopran
- Makduf, szkocki szlachcic, pan na Fife – tenor
- Malkolm, syn króla Dunkana – tenor
- Fleance, syn Banka – rola niema
- Garderobiana Lady Macbeth – mezzosopran
- Lekarz – bas
- Służący Macbetha – bas
- Sikario i Araldo, mordercy – 2x bas
- Herold – bas
- Hekate, bogini nocy – rola niema
- czarownice, bardowie, posłańcy króla, zjawy i szkocka szlachta

## Miejsce i czas akcji
Szkocja i granica szkocko-angielska, połowa XI wieku.